# Rourea solanderi
Rourea solanderi är en tvåhjärtbladig växtart som beskrevs av John Gilbert Baker. Rourea solanderi ingår i släktet Rourea och familjen Connaraceae. Inga underarter finns listade i Catalogue of Life.